# Popowo
Popowo es una aldea en el voivodato de Cuyavia y Pomerania, en el centro-norte de Polonia.
Pertenece al municipio de Tłuchowo, en el distrito de Lipno. Se halla a aproximadamente 7 km al suroeste de Tłuchowo, 24 km al sureste de Lipno y 65 km al sureste de Toruń.
Se menciona por primera vez en 1321 como punto de delimitación de las diócesis de Płock y Cuyavia. La disputa por la posesión de varias parroquias de esta zona se resolvió mediante su adjudicación a la diócesis de Włocławek.
Es el lugar de nacimiento de Lech Wałęsa.